# Адміністративний устрій Новоград-Волинського району (1923—2020)
Головна стаття — Новоград-Волинський район (1923—2020)
Адміністративний устрій Новоград-Волинського району — адміністративно-територіальний поділ Новоград-Волинського району Житомирської області на 1 селищну, 4 сільські громади і 13 сільські ради, які об'єднують 110 населених пунктів та підпорядковані Новоград-Волинській районній раді. Адміністративний центр — місто Новоград-Волинський, яке є містом обласного значення та не входить до складу району.

## Сучасний поділ району

### Список громад Новоград-Волинського району
| № | Назва                             | Центр                  | Населені пункти | Площа км² | Місце за площею | Населення (2001), чол. | Місце за населенням |
| - | --------------------------------- | ---------------------- | --- | --------- | --------------- | ---------------------- | ------------------- |
| 1 | Новоград-Волинська міська громада | м. Новоград-Волинський | с. Майстрів с. Майстрова Воля с. Маковиці |           |                 |                        |                     |
| 2 | Городницька селищна громада       | смт Городниця          | с. Анастасівка с. Броницька Гута с. Брониця смт Городниця с. Дубники с. Кленова с. Липине с. Лучиця с. Мала Анастасівка с. Перелісок с. Перелісянка с. Прихід с. Червона Воля |           |                 |                        |                     |
| 3 | Брониківська сільська громада     | с. Броники             | с. Абрамок с. Барвинівка с. Болярка с. Броники с. Варварівка с. Вершниця с. Вироби с. Владин с. Кам'яний Майдан с. Катюха с. Кропивня с. Кущове с. Лагульськ с. Лебедівка с. Малинівка с. Марушівка с. Миколаївка с. Нова Романівка с. Новозелене с. Перемога с. Поліянівка с. Романівка с. Слобода-Романівська с. Тальки с. Тальківка с. Тупальці с. Ужачин с. Федорівка с. Яблуневе с. Яворівка |           |                 |                        |                     |
| 4 | Піщівська сільська громада        | с. Піщів               | с. Велика Деражня с. Дублинки с. Жеребилівка с. Калинівка с. Косенів с. Крайня Деражня с. Партизанське с. Піщів с. Повчине с. Середня Деражня с. Суховоля |           |                 |                        |                     |
| 5 | Стриївська сільська громада       | с. Стриєва             | с. Івашківка с. Кануни с. Кикова с. Киянка с. Немильня с. Стриєва с. Сусли с. Українське |           |                 |                        |                     |
| 6 | Чижівська сільська громада        | с. Чижівка             | с. Берегове с. Вербівка с. Вишківка с. Вірівка с. Дібрівське с. Карпилівка с. Красилівка с. Красилівське с. Курчиця с. Курчицька Гута с. Мала Цвіля с. Михіївка с. Морозівка с. Таращанка с. Ходурки с. Чижівка |           |                 |                        |                     |

* Примітки: курсивом показано громаду, котра розміщена на території двох адміністративних одиниць

### Список рад Новоград-Волинського району
| №  | Назва                             | Центр                | Населені пункти                               | Площа км² | Місце за площею | Населення (2001), чол. | Місце за населенням |
| -- | --------------------------------- | -------------------- | --------------------------------------------- | --------- | --------------- | ---------------------- | ------------------- |
| 1  | Великогорбашівська сільська рада  | с. Велика Горбаша    | с. Велика Горбаша с. Мала Горбаша             |           |                 |                        |                     |
| 2  | Великомолодьківська сільська рада | с. Великий Молодьків | с. Багате с. Великий Молодьків с. Груд        |           |                 |                        |                     |
| 3  | Гульська сільська рада            | с. Гульськ           | с. Гульськ                                    |           |                 |                        |                     |
| 4  | Дідовицька сільська рада          | с. Дідовичі          | с. Борисівка с. Дідовичі                      |           |                 |                        |                     |
| 5  | Жолобненська сільська рада        | с. Жолобне           | с. Будища с. Жолобне с. Коритища              |           |                 |                        |                     |
| 6  | Колодянська сільська рада         | с. Колодянка         | с. Кожушки с. Колодянка                       |           |                 |                        |                     |
| 7  | Наталівська сільська рада         | с. Наталівка         | с. Наталівка с. Олександрівка                 |           |                 |                        |                     |
| 8  | Несолонська сільська рада         | с. Несолонь          | с. Дубівка с. Несолонь с. Теснівка            |           |                 |                        |                     |
| 9  | Орепівська сільська рада          | с. Орепи             | с. Лідівка с. Орепи                           |           |                 |                        |                     |
| 10 | Пилиповицька сільська рада        | с. Пилиповичі        | с. Анета с. Городище с. Пилиповичі с. Степове |           |                 |                        |                     |
| 11 | Тернівська сільська рада          | с. Тернівка          | с. Тернівка                                   |           |                 |                        |                     |
| 12 | Токарівська сільська рада         | с. Токарів           | с. Кам'янка с. Токарів                        |           |                 |                        |                     |
| 13 | Ярунська сільська рада            | с. Ярунь             | с. Гірки с. Ярунь                             |           |                 |                        |                     |

## Список рад Новоград-Волинського району до початку реформи 2015 року
| №  | Назва                              | Центр                | Населені пункти                                                                                  | Площа км² | Місце за площею | Населення (2001), чол. | Місце за населенням |
| -- | ---------------------------------- | -------------------- | ------------------------------------------------------------------------------------------------ | --------- | --------------- | ---------------------- | ------------------- |
| 1  | Городницька селищна рада           | смт Городниця        | смт Городниця                                                                                    |           |                 |                        |                     |
| 2  | Барвинівська сільська рада         | с. Барвинівка        | с. Барвинівка с. Тальки с. Тальківка                                                             |           |                 |                        |                     |
| 3  | Брониківська сільська рада         | с. Броники           | с. Броники с. Кропивня с. Марушівка с. Романівка                                                 |           |                 |                        |                     |
| 4  | Броницькогутянська сільська рада   | с. Броницька Гута    | с. Броницька Гута                                                                                |           |                 |                        |                     |
| 5  | Великогорбашівська сільська рада   | с. Велика Горбаша    | с. Велика Горбаша с. Мала Горбаша                                                                |           |                 |                        |                     |
| 6  | Великомолодьківська сільська рада  | с. Великий Молодьків | с. Великий Молодьків с. Багате с. Груд                                                           |           |                 |                        |                     |
| 7  | Гульська сільська рада             | с. Гульськ           | с. Гульськ                                                                                       |           |                 |                        |                     |
| 8  | Дідовицька сільська рада           | с. Дідовичі          | с. Дідовичі с. Борисівка                                                                         |           |                 |                        |                     |
| 9  | Жолобненська сільська рада         | с. Жолобне           | с. Жолобне с. Будища с. Коритища                                                                 |           |                 |                        |                     |
| 10 | Кам'яномайданська сільська рада    | с. Кам'яний Майдан   | с. Кам'яний Майдан с. Болярка с. Варварівка с. Лагульськ с. Миколаївка                           |           |                 |                        |                     |
| 11 | Киківська сільська рада            | с. Кикова            | с. Кикова с. Немильня с. Українське                                                              |           |                 |                        |                     |
| 12 | Киянська сільська рада             | с. Киянка            | с. Киянка                                                                                        |           |                 |                        |                     |
| 13 | Кленівська сільська рада           | с. Кленова           | с. Кленова с. Брониця с. Дубники с. Липине                                                       |           |                 |                        |                     |
| 14 | Колодянська сільська рада          | с. Колодянка         | с. Колодянка с. Кожушки                                                                          |           |                 |                        |                     |
| 15 | Косенівська сільська рада          | с. Косенів           | с. Косенів с. Крайня Деражня                                                                     |           |                 |                        |                     |
| 16 | Красилівська сільська рада         | с. Красилівка        | с. Красилівка с. Дібрівське с. Красилівське с. Морозівка с. Таращанка                            |           |                 |                        |                     |
| 17 | Курчицька сільська рада            | с. Курчиця           | с. Курчиця с. Курчицька Гута с. Михіївка с. Ходурки                                              |           |                 |                        |                     |
| 18 | Лебедівська сільська рада          | с. Лебедівка         | с. Лебедівка с. Владин с. Яворівка                                                               |           |                 |                        |                     |
| 19 | Лучицька сільська рада             | с. Лучиця            | с. Лучиця с. Анастасівка с. Мала Анастасівка с. Перелісок                                        |           |                 |                        |                     |
| 20 | Майстрівська сільська рада         | с. Майстрів          | с. Майстрів с. Майстрова Воля с. Маковиці                                                        |           |                 |                        |                     |
| 21 | Малоцвілянська сільська рада       | с. Мала Цвіля        | с. Мала Цвіля с. Берегове с. Вірівка с. Карпилівка                                               |           |                 |                        |                     |
| 22 | Наталівська сільська рада          | с. Наталівка         | с. Наталівка с. Олександрівка                                                                    |           |                 |                        |                     |
| 23 | Несолонська сільська рада          | с. Несолонь          | с. Несолонь с. Дубівка с. Теснівка                                                               |           |                 |                        |                     |
| 24 | Новороманівська сільська рада      | с. Нова Романівка    | с. Нова Романівка с. Вершниця с. Кущове с. Перемога с. Слобода-Романівська с. Ужачин с. Яблуневе |           |                 |                        |                     |
| 25 | Орепівська сільська рада           | с. Орепи             | с. Орепи с. Лідівка                                                                              |           |                 |                        |                     |
| 26 | Пилиповицька сільська рада         | с. Пилиповичі        | с. Пилиповичі с. Анета с. Городище с. Степове                                                    |           |                 |                        |                     |
| 27 | Піщівська сільська рада            | с. Піщів             | с. Піщів с. Дублинки с. Жеребилівка                                                              |           |                 |                        |                     |
| 28 | Повчинська сільська рада           | с. Повчине           | с. Повчине с. Калинівка                                                                          |           |                 |                        |                     |
| 29 | Поліянівська сільська рада         | с. Поліянівка        | с. Поліянівка с. Вироби с. Малинівка                                                             |           |                 |                        |                     |
| 30 | Середньодеражнянська сільська рада | с. Середня Деражня   | с. Середня Деражня с. Велика Деражня                                                             |           |                 |                        |                     |
| 31 | Стриївська сільська рада           | с. Стриєва           | с. Стриєва с. Кануни                                                                             |           |                 |                        |                     |
| 32 | Суслівська сільська рада           | с. Сусли             | с. Сусли с. Івашківка                                                                            |           |                 |                        |                     |
| 33 | Суховільська сільська рада         | с. Суховоля          | с. Суховоля с. Партизанське                                                                      |           |                 |                        |                     |
| 34 | Тернівська сільська рада           | с. Тернівка          | с. Тернівка                                                                                      |           |                 |                        |                     |
| 35 | Токарівська сільська рада          | с. Токарів           | с. Токарів с. Кам'янка                                                                           |           |                 |                        |                     |
| 36 | Тупальська сільська рада           | с. Тупальці          | с. Тупальці с. Абрамок с. Катюха с. Новозелене                                                   |           |                 |                        |                     |
| 37 | Федорівська сільська рада          | с. Федорівка         | с. Федорівка                                                                                     |           |                 |                        |                     |
| 38 | Червоновільська сільська рада      | с. Червона Воля      | с. Червона Воля с. Перелісянка с. Прихід                                                         |           |                 |                        |                     |
| 39 | Чижівська сільська рада            | с. Чижівка           | с. Чижівка с. Вербівка с. Вишківка                                                               |           |                 |                        |                     |
| 40 | Ярунська сільська рада             | с. Ярунь             | с. Ярунь с. Гірки                                                                                |           |                 |                        |                     |

* Примітки: смт — селище міського типу, с. — село

## Історія
Утворений 7 березня 1923 в складі Житомирської округи Волинської губернії з Барбарівської, Брониківської, Велико-Княжської, Галівської, Іванівської, Івашківської, Кропивенської, Лубчицької, Наталівської, Немелянської, Несолонської, Ново-Зеленинської, Ржадківської, Романівської, Слободо-Романівської, Суслівської, Теснівської, Тупальської, Федорівської та Чижівської сільських рад Романівецької волості, Киянської, Колодянської, Орепівської, Смолдирівської, Стриєвська та Суємцівської сільських рад Смолдирівської волості, Владинської, Гульської, Кам'яно-Майданської, Киківської, Слободо-Чернецької і Тальківської сільських рад Рогачівської волості Новоград-Волинського повіту. 1 вересня 1925 року Дзекунську, Слободо-Чернецьку та Владинську сільські ради було передано до складу Довбишського району, 28 вересня 1925 року передано Смолдирівську та Суємецьку сільські ради до складу Баранівського району, включено до складу району Боголюбівську сільську раду Ярунського району. В складі району протягом 1923—28 років утворено: Новоград-Волинську, Марушівську, Ново-Ржадківську, Ново-Романівську, Майстрівську, Миколаївську, Пуліянівську, Цмолківську, Роботищенську та Немилянську Другу сільські ради.
3 квітня 1930 року Барбарівську, Кам'яно-Майданську, Миколаївську, Несолонську, Новозеленську, Пуліянівську, Тупальцівську, Теснівську та Черницьку сільські ради було передано до складу новоствореного Соколовського району. 2 вересня 1930 року ці сільради було повернуто до складу Новоград-Волинського району та приєднано Вацлавпільську, Генрихівську, Кароліно-Дерманську, Курненську, Лугську, Недбаївську, Очеретянську, Рудокопську, Соколовську, Старо-Майданську, Тетірську, Улашанівську, Яблунецьку, Янушівську сільські ради розформованого Соколовського району. 4 червня 1934 року Кам'яно-Майданську сільську раду було передано до складу Мархлевського району. 1 червня 1935 року, відповідно до постанови ВУЦВК, район було ліквідовано, сільські ради включено до складу Новоград-Волинської міської ради.
4 червня 1958 року район було відновлено з сільськими радами Новоград-Волинської міської ради та ліквідованого Ярунського району в складі. 15 вересня 1958 року до складу району передано Городницьку селищну та Лучицьку сільську ради. 5 березня 1959 року ліквідовано Гірківську, Закриницьку, Івашківську, Киянську, Косенівську, Наталіївську, Суховільську, Таращанську, Тернівську, Ужачинську сільські ради.
23 червня 1960 року до складу району передано Броницько-Гутянську селищну, Кленівську та Червоновольську сільські ради Ємільчинського району. 30 грудня 1962 року до складу району включено Баранівську, Довбишську, Кам'янобрідську, Першотравенську селищні, Берестівську, Вірлянську, Дубрівську, Жарівську, Зарічанську, Зеремлянську, Кашперівську, Йосипівську, Мирославльську, Полянську, Рогачівську, Смолдирівську, Старомайданську, Суємецьку сільські ради ліквідованого Баранівського району та Андріївську, Великолугівську, В'юнківську, Курненську, Мартинівську, Новозаводську, Очеретянську, Стрибізьку Червоноармійську сільські ради розформованого Червоноармійського району. 1962—64 роки: в складі району утворено Марківську, Тартацьку та Івановицьку сільські ради, 17 серпня 1964 року ліквідовано Полянську сільську раду. 4 січня 1965 року Старомайданську та Тартацьку сільські ради передано до складу Дзержинського району, Андріївську, Бабичівську, В'юнківську, Івановицьку, Колодіївську, Кошелівську, Курненську, Мартинівську, Новозаводську, Очеретянську, Пулино-Гутянську, Стрибізьку, Теньківську, Червоноармійську сільські ради — до складу Житомирського району. 10 березня 1966 року в складі району відновлено Киянську та Тетірську сільські ради. 8 грудня 1966 року Баранівську, Кам'янобрідську, Першотравенську селищні, Берестівську, Вірлянську, Дібрівську, Жарівську, Зарічанську, Зеремлянську, Йосипівську, Кашперівську, Марківську, Мокренську, Радулинську, Рогачівську, Смолдирівську, Суємецьку, Хижівську сільські ради передано до складу відновленого Баранівського району, Великолугську та Тетірську сільські ради — до складу відновленого Червоноармійського району.
12 серпня 1974 року відновлено Кам'яномайданську сільську раду, ліквідовано Теснівську сільську раду; 4 березня 1993 року відновлено Косенівську та Суховольську сільські ради, 3 листопада 1993 року відновлено Тернівську сільську раду, 30 березня 1994 року відновлено Наталівську сільську раду.
До початку адміністративно-територіальної реформи в Україні (станом на початок 2015 року) до складу району входили селищна та 39 сільських рад.
3 серпня 2016 року в складі району утворилась Чижівська сільська громада, до складу котрої увійшли та 29 грудня 2016 року припинили існування Красилівська, Курчицька, Малоцвілянська та Чижівська сільські ради.
5 серпня 2016 року в складі району утворено Городницьку селищну громаду, внаслідок чого 29 грудня 2016 року припинили існування Городницька селищна, Кленівська, Лучицька та Червоновільська сільські ради, 30 серпня 2018 року — Броницькогутянська сільська рада.
в 2017 році в складі району було утворено Брониківську сільську громаду, до складу котрої увійшли та припинили існування Барвинівська, Брониківська, Кам'яномайданська, Лебедівська, Новороманівська, Поліянівська, Тупальська та Федорівська сільські ради.
7 серпня 2017 року в складі району була утворена Піщівська сільська громада, до складу котрої увійшли та припинили існування Косенівська, Піщівська, Повчинська, Середньодеражнянська та Суховільська сільські ради.
1 листопада 2018 року припинила існування Майстрівська сільська рада — увійшла до складу Новоград-Волинської міської громади Житомирської області.
4 грудня 2018 року в складі району було утворено Стриївську сільську громаду, до складу котрої увійшли та припинили існування Киківська, Киянська, Стриївська та Суслівська сільські ради.
На час ліквідації району, відповідно до Постанови Верховної Ради України від 17 липня 2020 року, до його складу входили селищна, 4 сільські об'єднані територіальні громади та 13 сільських рад.